# Alexis Chantraine
Joseph Dieudonné Alexis Chantraine (* 16. März 1901 in Bressoux, Belgien; † 24. April 1987 in Lüttich) war ein belgischer Fußballspieler. Er spielte auf der rechten Verteidigerposition für RFC Lüttich, dort wurde er 382-mal eingesetzt. 1930 wurde er zur Weltmeisterschaft mitgenommen, wurde jedoch nicht eingesetzt.